# Oakland (New Jersey)
Oakland is een stad (borough) in Bergen County in de Amerikaanse staat New Jersey. Bij de telling van 2000 woonde er in Oakland 12.466 mensen.
In Oakland is de rivier Ramapo River gelegen. Voordat Oakland werd gekolonialiseerd waren de Minsi-Indianen van de Lenni Lenape stam de inwoners van het gebied.

## Geschiedenis
De kolonisten van het gebied waren van Nederlandse afkomst. In eerste instantie kwamen de kolonisten niet verder dan de Ramapo River. Maar de kolonisten kochten uiteindelijk zo'n 5.500 hectare van het gebied omdat het vruchtbare valleien waren. Op 5 juni 1695 betaalde ene Arent Schuyler, die een groep Nederlandse vennoten vertegenwoordigde, het equivalent van 250 New York ponden in wampum en goederen aan Sachems van Pompton en de Minsi. Toch duurde het lang voordat het gebied echt werd gekolonialiseerd.
Dit vooral omdat het gebied waardoor men moest doorreizen naar het gekochte gebied een wildernis was. Over de trekwegen van Indianen zelf was het minstens een reis van anderhalve dag om er te komen. Rond 1710 woonde er minstens tien families in de toch afgelegen valleien, die toen The Pond werd genoemd. Omdat de indianen allesbehalve oorlogsgezind waren en dus vreedzaam dicht bij de kolonisten woonden. De kolonisten namen na verloop van tijd het woongebied over.
Het gebied ontwikkelde langzaam naar een landbouw en molenindustrie. Ook werden er onverharde wegen aangelegd waardoor het gebied steeds minder afgezonderd was en veel minder een wildernis was. Een aantal wegen werden ook belangrijk tijdens de Amerikaanse Onafhankelijkheidsoorlog (1775-1783). Koeriers gebruikte de wegen om naast brieven ook bevelen, kaarten en slagplannen naar het front te brengen. Een deel ging via geheime weg, die Cannon Ball Road werd genoemd dat liep tussen Pompton Lakes en Suffern. George Washington gebruikte deze route om boodschappers met valse documenten over geplande campagnes te sturen om de Britten te misleiden. Echte strijd als in gevechten zijn er niet geweest, hoewel de ongeveer 100 families daarvoor wel vreesde. Naast koeriers gingen er langs en over de wegen van de vallei ook militairen, de kanonnen en munitie.
George Washington heeft nog een keer zelf met zijn troepen halte moeten houden in Oakland. Op 14 juli 1777 was de geheimen weg te modderig om verder over te masseren. Men bleef daarom een nacht Oakland om de volgende dag weer verder te trekken. De bewoners waren gastvrij voor het leger. Na de Amerikaanse Onafhankelijkheidsoorlog probeerde de inwoners het rustige leven van voor de oorlog voort te zetten.
In 1835 werd de eerste brug gebouwd over de Ramapo River. De plaatst zelf ontwikkelde zich noordwaarts. Dit werd sterker met de komst van het spoorlijn in 1869. Hierdoor verschoof het centrum van de plaats op naar het noorden, ook groeide plaats op die manier dichter bij andere plaatsen. Een jaar later werd de naar van de plaats veranderd van The Ponds naar Oakland. De plaats werd steeds drukker, ook mede door de komst van toeristen en vissers. Het aantal hotels en restaurants steeg enorm in de snel groeiende plaats. De plaats was echter nog altijd geen zelfstandige plaats, het viel onder de Franklin Township. Dat veranderde op 8 april 1902 toen de plaats een borough werd. Men verkoos dat jaar de eerste burgemeester en raad.
Door het teruglopen van de water-aangedreven industrieën werd op 1 augustus 1916 de stad aangesloten op het elektriciteitsnet. Maar gek genoeg waren er in 1927 nog maar drie wegen verhard, de: Franklin Avenue, Long Hill Road en de hoofdweg Ramapo Valley Road (Route 202), het kende toen zo'n 932 inwoners. Na de Tweede Wereldoorlog veranderde dit. De plaats groeide, mede door dat op het platteland wonen toen sterk in kwam. De plaats kreeg daarom zelfs een bijnaam; “The Valley of Homes”, wat vrij vertaald 'vallei van huizen' betekent. Na de komst van de Route 208 en Route 287 is de stad meer bereikbaar geworden. Het aantal toeristen is daarmee ook toegenomen. Ondanks de groei heeft de stad toch deels een plattelands karakter behouden. Vooral door valleien, waar veel toeristische wandelroutes lopen.